# Jules Pascin

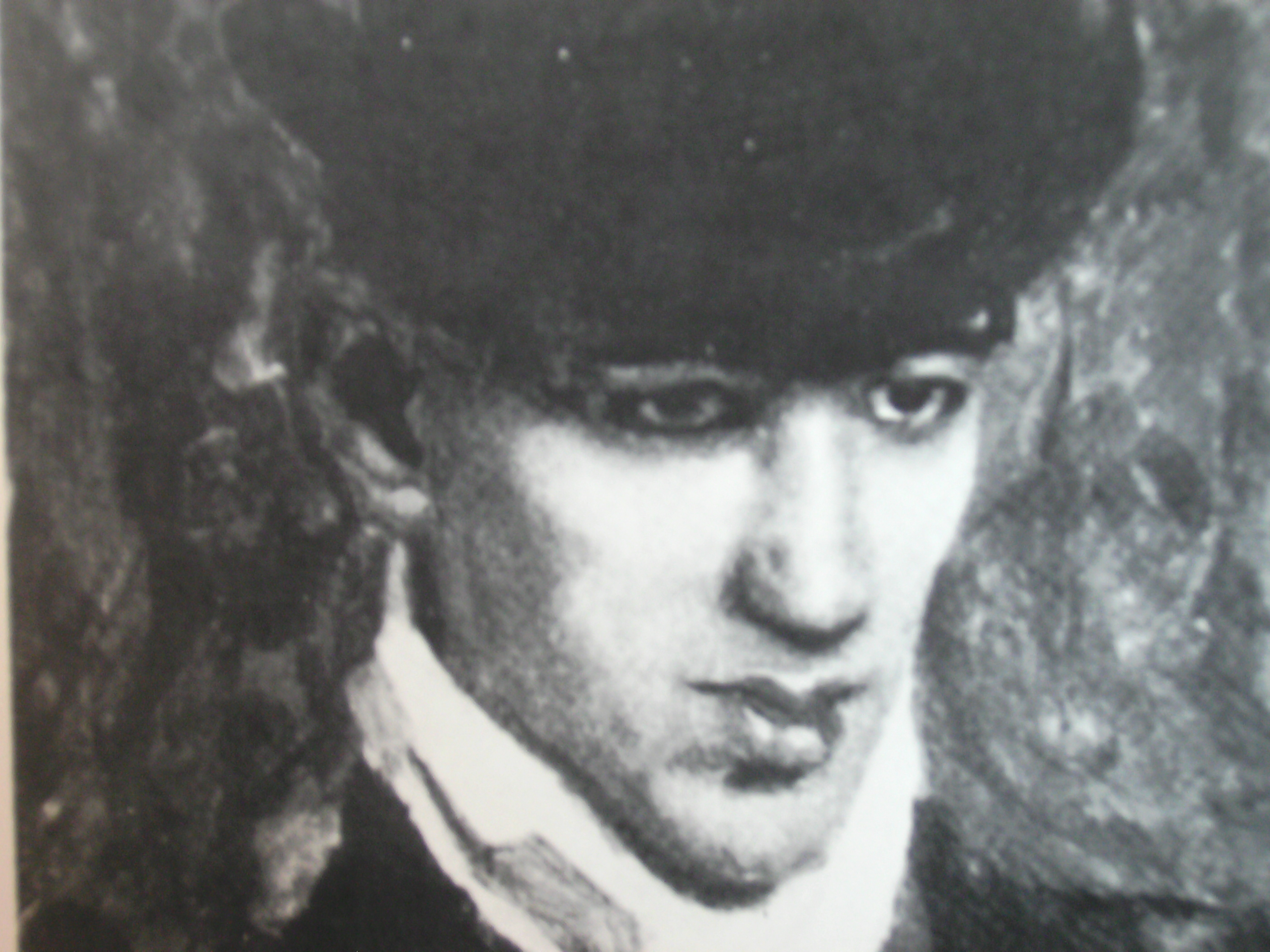
Arcképe (1906)

Jules Pascin (névváltozat: Pincas, eredeti teljes neve: Julius Mordecai Pinkas, bolgár: Жул Паскин) (Vidin, 1885. március 31. – Párizs, 1930. június 5.) spanyol és bolgár származású francia festő. Az École de Paris jellegzetes képviselője.

## Élete
Atyja spanyol-szefárd zsidó családból származott, s gabonakereskedéssel foglalkozott, édesanyja szerb-olasz származású volt. Bulgáriából Bukarestbe költözött a család, Jules Pascin ott járt iskolába, majd 17 éves korától Bécsben, Münchenben, Berlinben folytatott képzőművészeti tanulmányokat. 1905-ben Párizsban telepedett le a Montmartre-on. Számos barátot talált az avantgárd festők körében, köztük Amedeo Modigliani, Pablo Picasso, George Papazov. Bohém életet élt, hamarosan a „Montparnasse hercege” lett, művésztársaival a Dóm kávéházban találkozott.
Franciaország és Bulgária hadban állt 1914-től, e miatt Pascin az első világháború idejét Amerikában töltötte, az amerikai állampolgárságot is megkapta 1920-ban, majd 1927-ben újra Amerikába utazott állampolgárságának meghosszabbítása végett. Még Párizsban ismerkedett meg Hermine David festőnővel, Jacques-Louis David dédunokájával, Hermine utána utazott, New Yorkban megtartották az esküvőt. Az első világháború után visszamentek Párizsba.

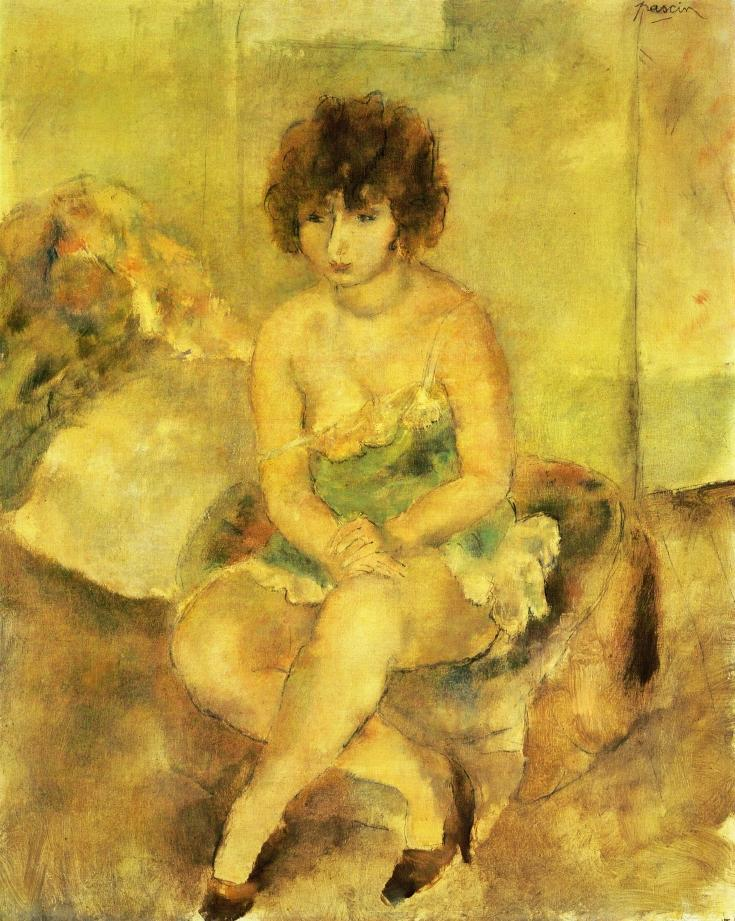
Lucy Krohg portréja (1925)

Az 1920-as évek elején rövid időre Bulgáriába, később Tuniszba látogatott. Hajlamos volt a depresszióra és sok alkoholt fogyasztott, önkezével vetett véget életének 45 éves korában. Megvágta a kezét, vérével a falra felírta szeretője nevét (Lucy Krohg), s felakasztotta magát montmartre-i stúdiójában. Temetésén nagy tömegek vettek részt, az iránta való tiszteletből temetése napján valamennyi párizsi képkereskedő bezárta galériáját. A Montparnasse temetőben nyugszik.

## Munkássága
Már Münchenben is rajzolt szatirikus lapnak (Simplicissimus), rajzait szívesen fogadták a párizsi lapok is. Kiváló társasági ember volt, tiszteletnek örvendett a művészek körében. Mint szatirikus karikaturistának az expresszionista stílus vált kifejező erejévé. Témáiban leginkább Honoré Daumier és Henri de Toulouse-Lautrec örököse.
Rajzain és olajképein a francia bordélyházak és mulatók világát örökítette meg virtuóz rajzzal és könnyed ecsetkezeléssel. Erotikus, melankolikus hangulatú portréi mellett olykor tájképeket és biblikus tárgyú műveket is festett. Akár Amerikában, Párizsban vagy Tuniszban készített vázlatait, portréit nézzük, mindenképpen a két világháború közti időszak egyik hiteles tanúja.
Számos jeles európai és amerikai múzeum őrzi műveit.

## Művei (válogatás)
- A kávéház (1906)
- Hermine az ágyban
- Ebéd (1923)
- Jean Oberle portréja (1924)
- Anya és gyermeke
- Mimi Laurent portréja (1927–1928)
- Ginette és Mireille (1929)

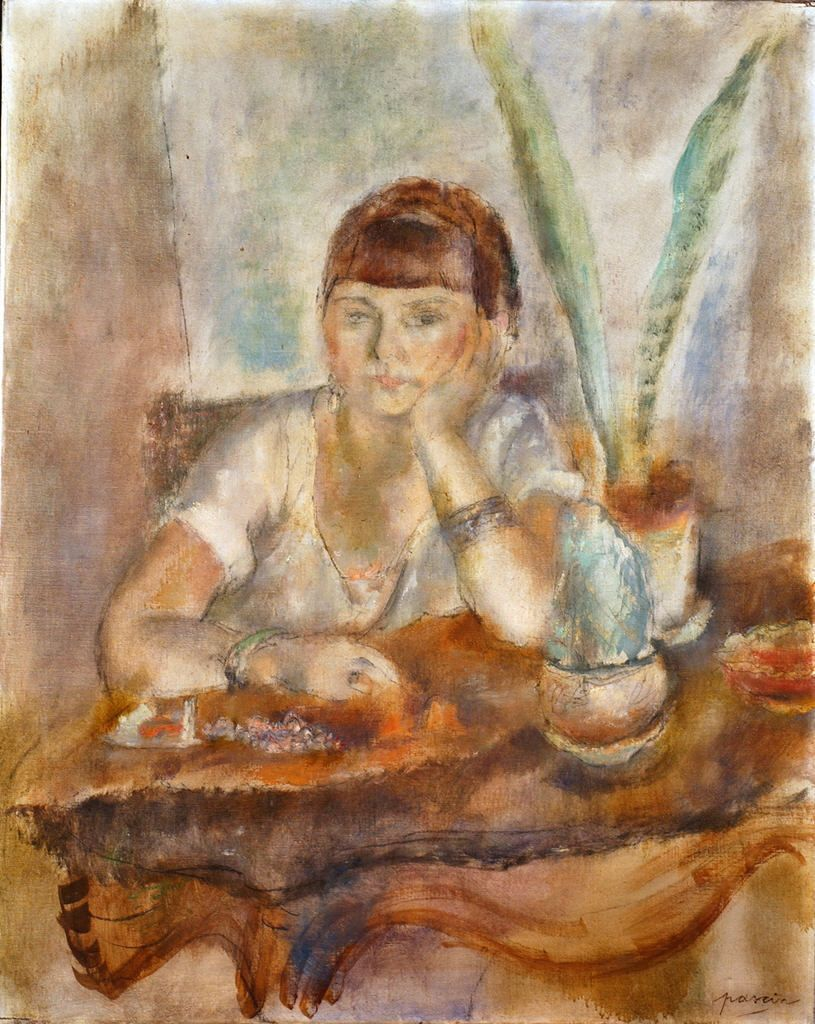
Mimi Laurent portréja (1927-28)

- Manolita (1929; Musée National d'Art Moderne, Párizs)
- Szalon Marseille-ben
- A tékozló fiú
- Salomé
- Salamon ítélete